# Claus Schick (Politiker, 1944)

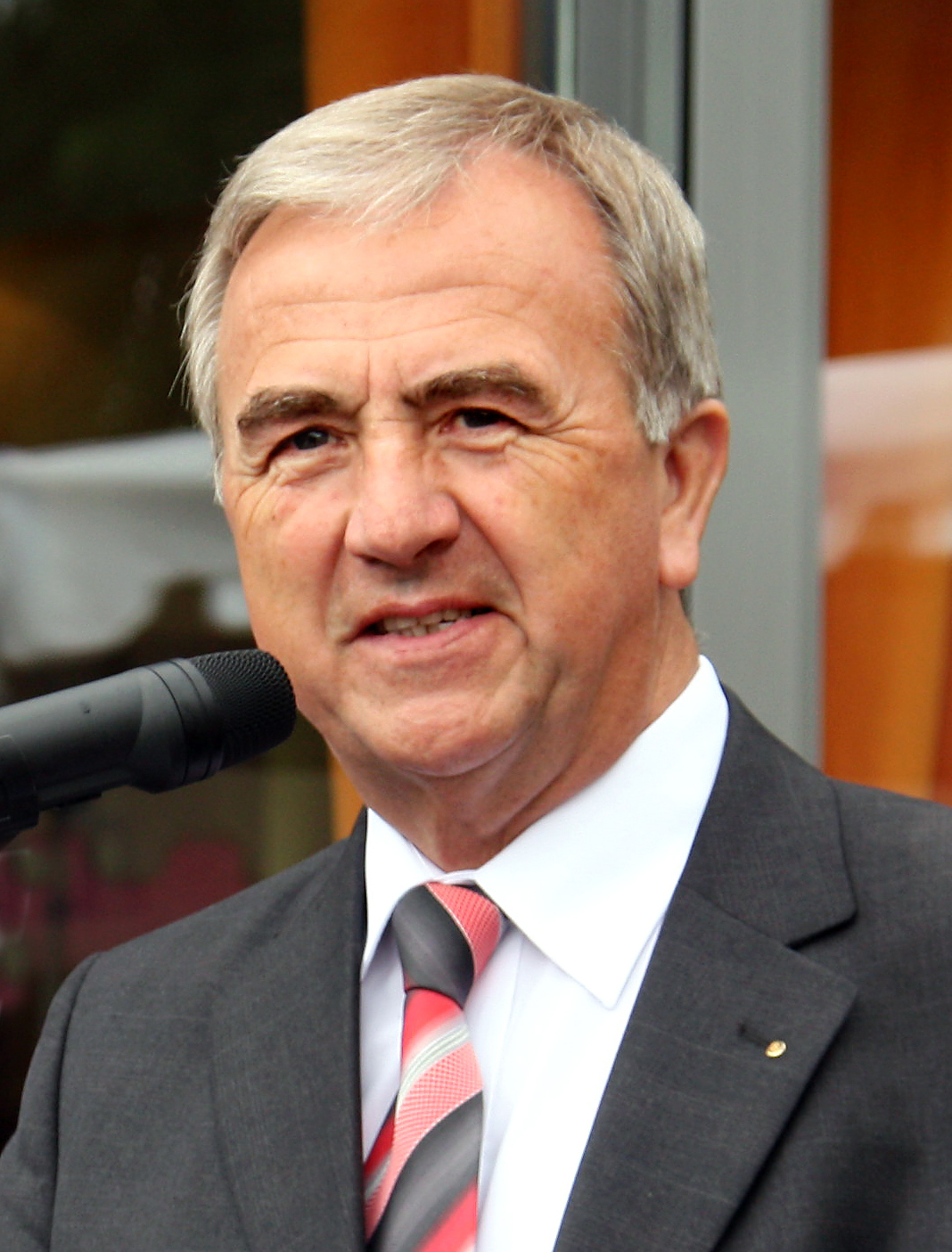
Claus Schick (2009)

Claus Schick (* 6. November 1944 in Jugenheim in Rheinhessen) ist ein deutscher Politiker der SPD und war von 1992 bis 2017 Landrat des Landkreises Mainz-Bingen.

## Leben
Claus Schick wurde am 6. November 1944 als zweiter Sohn einer Winzerfamilie in Jugenheim geboren. Nach einer Ausbildung zum technischen Zeichner studierte er Verfahrenstechnik an der Staatlichen Rheinischen Ingenieurschule in Bingen am Rhein (heute Fachhochschule Bingen). Anschließend arbeitete er in Düsseldorf, Wiesbaden und als Klima-Planungsingenieur beim ZDF in Mainz. 
Schick ist verheiratet, hat einen erwachsenen Sohn und zwei Enkelkinder. Er lebt in seinem Geburtsort, in dem er 13 Jahre Ortsbürgermeister war.
Die Landesregierung von Rheinland-Pfalz (Kabinett Vogel III) setzte im Jahr 1985 noch seinen Vorgänger Gerulf Herzog (CDU) als staatlichen Landrat für eine Amtszeit von zehn Jahren ein. Herzog wurde vom Kreistag bestätigt, verlor aber den Rückhalt der Mehrheitsfraktionen aus SPD, FWG und der FDP nach den verlorenen Kommunalwahlen in Rheinland-Pfalz 1989. In der Folge führte Claus Schick als Erster hauptamtlicher Beigeordneter seit Ende 1991 kommissarisch die Geschäfte.
Claus Schick, zu dieser Zeit Fraktionschef der SPD im Kreistag, wurde am 27. März 1992 Landrat des Landkreises Mainz-Bingen; seine erste Amtszeit endete am 31. Dezember 2001. Am 29. April 2001 gewann Schick die erste Direktwahl eines Landrates für Mainz-Bingen mit rund 60 % der abgegebenen Stimmen gegen Gerhard Hanke (CDU). Bei den Kommunalwahlen in Rheinland-Pfalz 2009 wurde Claus Schick mit 57,6 % der abgegebenen Stimmen für weitere acht Jahre als Landrat bestätigt. Schick hat in Erwägung gezogen, für eine weitere Amtszeit als Landrat zu kandidieren, sollte die Altersgrenze bei kommunalen Wahlen aufgrund einer Unvereinbarkeit mit EU-Recht entfallen. Zur Landratswahl im Juni 2017 trat Schick nicht mehr an. Neue Landrätin wurde zum 1. Oktober 2017 Dorothea Schäfer von der CDU, die sich in der Stichwahl gegen den SPD-Kandidaten Salvatore Barbaro durchsetzte.

## Ereignisse in seiner Amtszeit
Mitte der 1990er Jahre veranlasste Claus Schick den Neubau und Umzug der Kreisverwaltung von Mainz nach Nieder-Ingelheim. Seit 1996 ist Ingelheim am Rhein Kreisstadt. Das dortige Kreishaus wurde bereits mehrfach erweitert. So entstanden 2008 fünfzig zusätzliche Dienst- und Besprechungsräume. Das Kreishaus wurde 2012/13 um ein fünftes Obergeschoss erweitert. Die Maßnahme hat eine Nettogeschossfläche von 1040 Quadratmetern geschaffen. Mit einer Kreisumlage – 2014 werden 160 Millionen Euro erwartet – hat der Landrat Gestaltungsspielraum.
Viele Schulen und Kindertagesstätten wurden saniert oder neu gebaut. Die U3-Betreuungsquote liegt bei über 57 Prozent. Damit liegt der Landkreis Mainz-Bingen auf Platz zwei im Westen Deutschlands. Die Kreisverwaltung Mainz-Bingen hat im April 2014 als erste öffentliche Verwaltung in Rheinland-Pfalz mit dem Bau einer eigenen Betriebskita begonnen. Der Landkreis ist nahezu schuldenfrei, die Energiedienstleistungsgesellschaft Rheinhessen-Nahe mbH (EDG) wurde gegründet, die Sparkassen Bingen und Bad Kreuznach fusionierten zur Sparkasse Rhein-Nahe. Die Infrastruktur des Kreises wurde gestärkt. Insbesondere die Vereinslandschaft im Kreis wurde durch die Ehrenamtsförderung mit bislang rund 13,6 Millionen Euro (für den Zeitraum von 2007 bis 2013) unterstützt. Seit 1990 hat der Landkreis rund 234 Millionen Euro in den Aus-, Um- und Neubau seiner Schulen sowie in deren Ausstattung investiert.